# La monaca nel peccato
La monaca nel peccato è un film del 1986 diretto da Joe D'Amato (alias Aristide Massaccesi). La pellicola è tratta dal romanzo La monaca (conosciuto anche come La religiosa) di Denis Diderot.

## Trama
Nella Francia del Settecento, una bellissima ragazza, Susanna Simonin, dopo essere stata abusata dal patrigno, è costretta dalla madre a farsi suora per evitare lo scandalo.
In convento trova ciò che non si sarebbe mai aspettata: monache sadiche, ninfomani e lesbiche, tra le quali una, suor Teresa, che l'accusa falsamente d'essere indemoniata.

## Distribuzione
La pellicola è stata distribuita nelle sale cinematografiche italiane a partire dal 16 agosto del 1986.

## Accoglienza

### Incassi
Al botteghino la pellicola non ha avuto un riscontro positivo, lo stesso regista incalzato sull'argomento ha dichiarato che l'insuccesso era dovuto al poco interesse che ormai il pubblico aveva per il genere nunsploitation.

### Critica
Giovanni Grazzini su il Corriere della Sera del 16 ottobre 1986 non apprezza che il regista abbia stravolto uno dei proverbiali cavalli di battaglia dell'anticlericalismo come 'La religieuse' di Diderot. Rielaborandolo al punto di cambiarne completamente la natura e rifacendone il finale, lo ha privato di ogni senso storico e culturale. Nemmeno l'eleganza della messinscena salva la situazione di un prodotto porno-soft privo anche di ogni brivido erotico.